# Luke Gallows

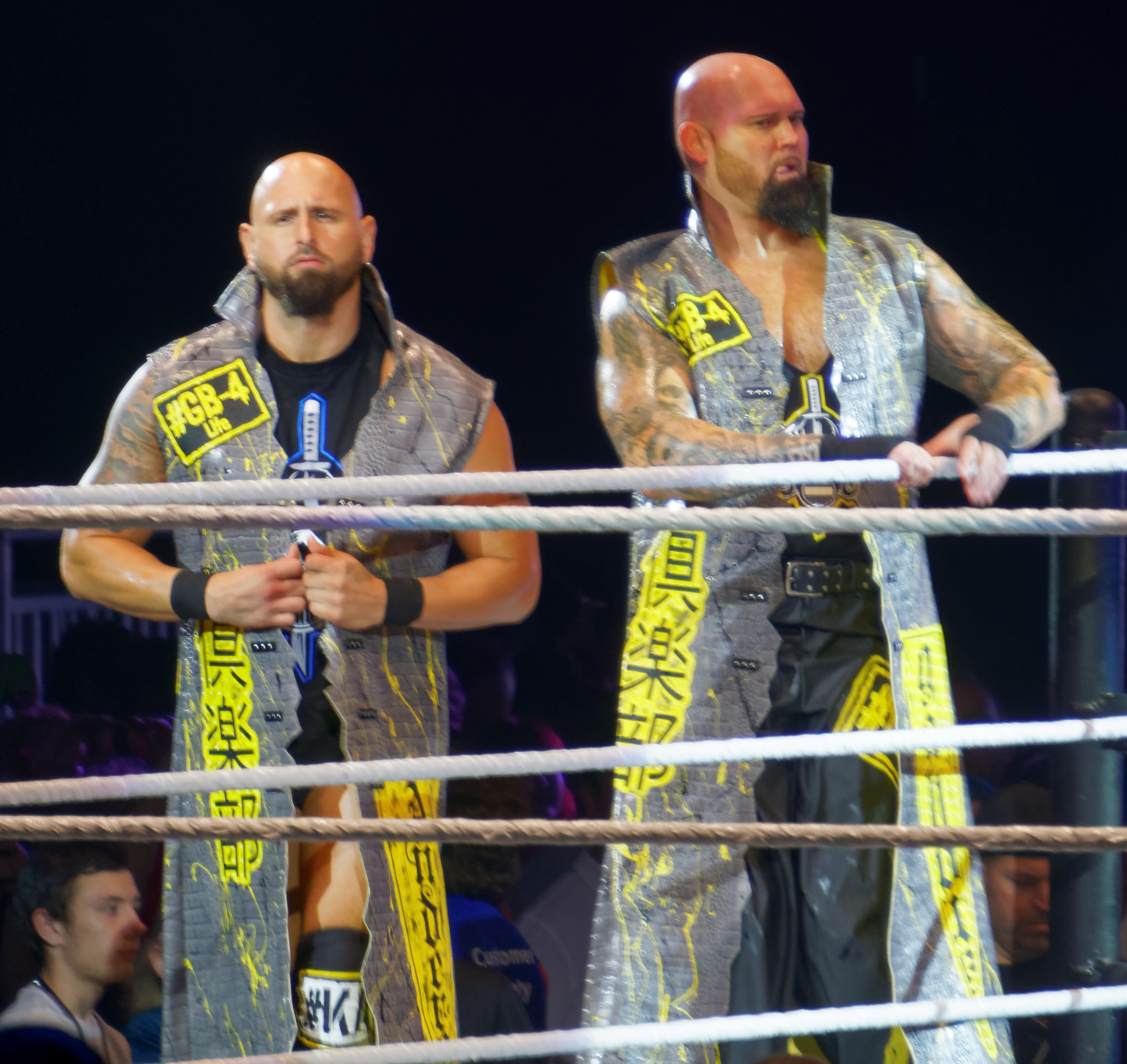
Karl Anderson & Luke Gallows in 2016

Andrew "Drew" Hankinson (n. 22 decembrie 1983) este un wrestler american, care în prezent activează în New Japan Pro-Wrestling (NJPW) sub numele de ring Doc Gallows. Este cunoscut pentru evoluțiile sale din World Wrestling Entertainment (WWE), unde apărea sub numele de ring Festus și Luke Gallows în perioadele 2007-2010, 2016-2020 și 2022-2025 dar și pentru evoluțiile din Total Nonstop Action Wrestling (TNA).